# Microwire
Diseñado por National Semiconductor, Microwire es un modo de conexionado tipo serie que consta de tres puertos que se comunican de forma síncrona (es decir, los datos se reciben y se envían sincronizados con una señal de reloj) y es bidireccional (envío y recepción). Su uso es la conexión entre microchips, periféricos, memorias EEPROM u otro tipo de circuitos integrados que requieran una intercomunicación digital.

## Aclaración
Microwire es una forma de conectar dispositivos entre sí, esta forma de conectarlos consiste en 3 cables, una señal de entrada otra de salida y una señal de reloj para sincronizar las dos anteriores.

## Estructura
Consta de tres señales: 
- SI (Entrada de serie o serial input).
- SO (Salida de serie o serial output).
- SK (Señal de reloj, serial clock o CLK).

SI y SO transportan paquetes de datos de 8 bits sincronizados por su señal de reloj, SK.